# Космо България Мобайл
Космо България Мобайл ЕАД е историческа българска телекомуникационна компания, известна повече с търговската си марка Глобул (Globul), притежаваща национални лицензи за GSM, UMTS, фиксирана телефония и безжична мрежа за пренос на данни по технологията „точка към много точки“ (WiMAX). От 2013 г. Глобул е закупен от Норвежкия телеком Теленор, а пък от октомври 2014 г. новото име на телекома е Теленор България ЕАД. Считано от февруари 2022, Теленор България се преименува на Йетел България.

## История
През декември 2000 година, Космо България Мобайл (КБМ) – 100% собственост на международната компания ОТЕ S.A. – печели търг за лиценз за втори GSM оператор в България и на 17 септември 2001 г. компанията започва търговска дейност с марката Глобул. През август 2005 г. 100% от акциите на компанията са закупени от COSMOTE Group – основен играч на телекомуникационния пазар в Гърция, Румъния и Албания.
От 2008 г. основен акционер в OTE става Дойче Телеком.
Към 2012 г. КБМ е вторият по големина мобилен оператор в България след Мобилтел и пред БТК. По данни на КРС през 2013 г. относителният дял на КБМ, изчислен на база брой абонати, възлиза на 37,2%, а този, изчислен на база приходи, възлиза на 36,4%.
През април 2013 норвежката компания Telenor Group закупува 100% от акциите на КБМ за 717 милиона евро. По този начин фирмата успява да увеличи влиянието си на Балканите.
Търговската марка на компанията е Глобул (Globul),.

## Услуги
От 2006 г. КБМ изгражда мобилна мрежа от „трето поколение“ по стандарт UMTS и към началото на 2008 г. притежава най-голямата UMTS/HSDPA/HSUPA мрежа в България, покриваща над 100 града и над 80% населението на България. Чрез нея операторът предлага високоскоростен мобилен Интернет, видеоразговори и мобилна телевизия. Също от 2006 г. КБМ предлага мобилната услуга i-mode, създадена от японската телекомуникационна компания NTT DoCoMo. Услугата позволява получаване на e-mail в реално време, следене на новини, справочна информация и различни забавления през мобилния телефон.
От 2007 г. КБМ предлага фиксирани телефонни услуги. Услугата се предлага както самостоятелно, чрез наземна свързаност, така и интегрирано с услугата Office Zone чрез мобилната мрежа. Office Zone позволява потребителите да притежават едновременно мобилен и фиксиран номер в един мобилен телефон и да използват и двата номера в определен район (офис). Към края на 2007 г. мобилният оператор има 3,9 милиона активни номера, с което се нарежда на второ място по големина в България. Като допълнителни услуги операторът предлага т. нар. мобилни виртуални частни мрежи и SIM карти с два мобилни номера (Globul 2in1).
Към 2008 г. мрежата покрива 99,95% от населението и 99,95% от територията на България, и предлага роуминг услуги в над 150 страни в партньорство с повече от 330 международни телекомуникационни мрежи.
От март 2009 г. КБМ предлага високоскоростен Интернет по наземна свързаност като това дава възможност на оператора да предоставя тройна услуга (мобилна телефония, фиксирана телефония и Интернет) на своите клиенти. Същата година операторът започва да предлага iPhone 3G в България.